# Purse
Purse (även fight purse) är den engångsersättning en professionell kampsportare (boxare, MMA-utövare, thaiboxare osv.) kommit överens med promotorn/arrangören om att hen ska få i ersättning för sitt deltagande. Det kan vara flerdelat, med en grundpurse som består av en fast summa och sedan andelar av exempelvis PPV-försäljning eller andra matchrelaterade intäkter i en tilläggspurse.
Ingen svensk översättning finns för anglicismen, men ibland kan det franska lånordet gage användas.

Inom boxning är det inte ovanligt att pursebjudningar ((engelska) purse bids) används som tvingande instrument för att få de matcher boxningsorganisationen önskar se till stånd, till exempel mästarens avtalade möte med den nästrankade utmanaren.